# Copiii lui Faraday
Copiii lui Faraday (1995) (titlu original Faraday's Orphans) este romanul de debut al autoarei N. Lee Wood. Romanul a apărut pentru prima dată în România, fiind publicat în SUA abia după apariția celui de-al doilea roman al ei, În căutarea lui Mahdi.

## Intriga
Câmpul magnetic al Pământului s-a modificat, iar radiațiile solare au pârjolit planeta. Oamenii au păstrat civilizația în unele orașe acoperite cu domuri, iar acum încearcă să readucă sub controlul lor teritoriul pierdut. Piloții sunt trimiși cu avioane să survoleze împrejurimile, în căutarea terenurilor agricole pe care comunitățile de „țărănoi" încearcă să le cultive pentru a supraviețui.
Berk este un astfel de pilot, însă el refuză să se subordoneze conducerii orașului. La bordul elicopterului său, Vioara Întâi, el face curse pentru găsirea rezervoarelor abandonate de țiței, necesar propulsiei aparatelor aeriene. În timpul unei astfel de explorări, găsește o rezervă importantă în ruinele unui oraș îndepărtat, dar este doborât de locuitorii săi, care trăiesc printre rămășițele insalubre, nespălați și hrănindu-se cu șobolani. Aceștia sunt niște copii abia intrați în pubertate, împărțiți în sindicate care controlează diverse regiuni și activități comerciale, expuși bolilor provocate de viața în condiții mizere și de radiațiile solare.
Berk este luat sub aripa ocrotitoare al Sadonyei, o „gătitoare” care poate spune care plante se pot combina între ele pentru a vindeca o boală folosindu-și simțul olfactiv și cel gustativ. Această abilitate a ei i-a permis să rămână neutră în mijlocul sindicatelor, dar statutul acesta preferențial dispare atunci când liderul uneia dintre facțiuni moare din cauza bolii de care suferea. Berk îi povestește despre orașul din care a plecat și cei doi se hotărăsc să pornească spre el.
Drumul lor este extrem de anevoios; au de străbătut un deșert, iar Sadonya nu înțelege că apa trebuie drămuită. În periplul lor întâlnesc o comunitate de păstori nomazi pașnici, brethenii, dar și înfricoșătoarele bande de „rangeri", oameni cu o inteligență extrem de redusă, dar de o ferocitate ieșită din comun. Cei doi reușesc să scape datorită drogurilor preparate de Sadonya și ajung în oraș, unde Berk este întâmpinat ca un erou. Informațiile furnizate de el sunt extrem de prețioase și, la insistențele conducerii, pilotul acceptă să lucreze în folosul comunității, în timp ce Sadonya este preluată de autorități pentru a fi educată și pentru a-și folosi talentele de „gătitoare".
Acest stil de viață nu este însă pe placul celor doi, care, fiind firi independente, își doresc libertatea. Ei fură un avion, câțiva saci de semințe, arme și pornesc în zbor pe deasupra teritoriului devastat al Americii, pentru a readuce la viață pământul sterp.